# Tucking

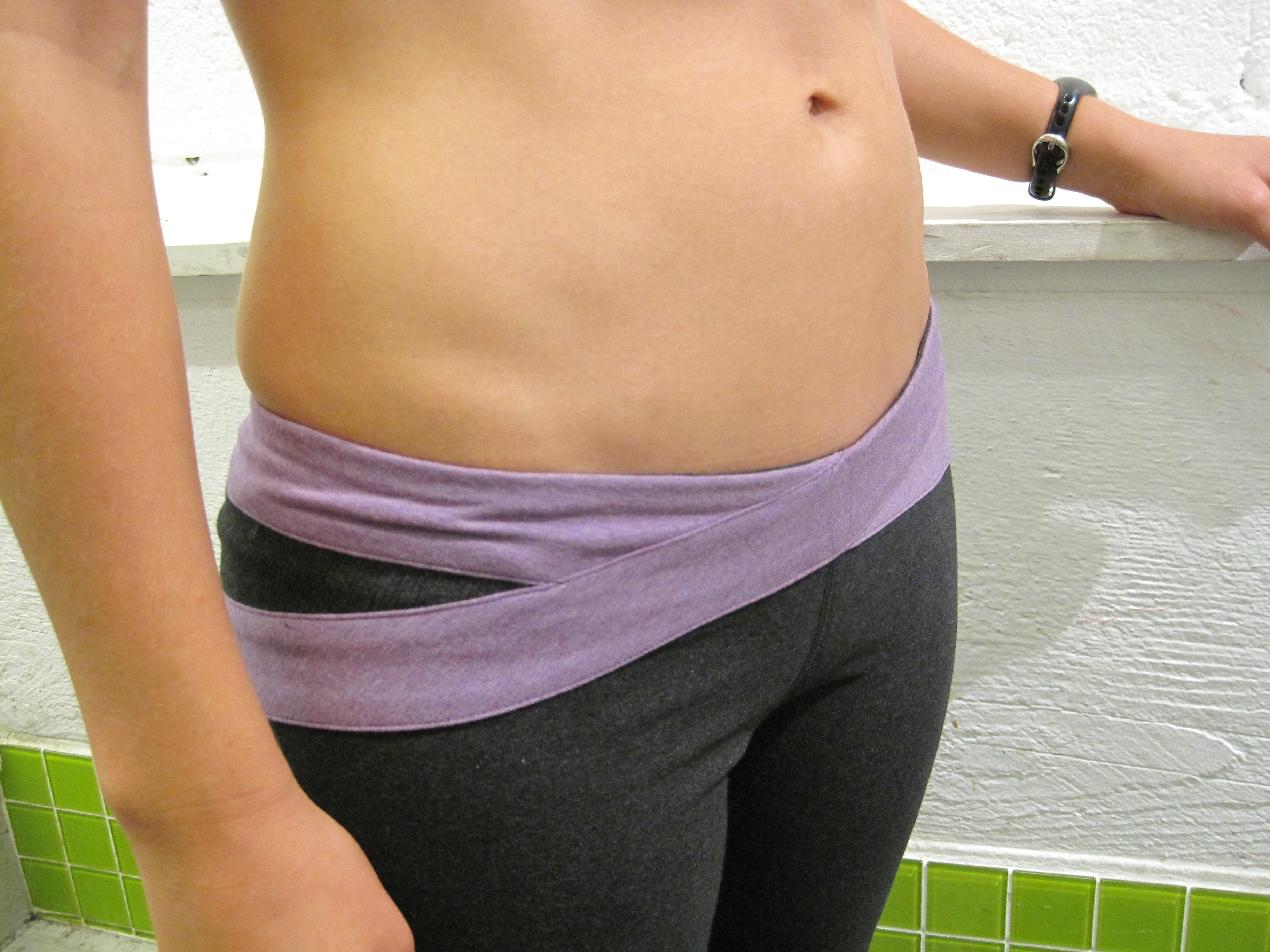
Trans-Frauen und Menschen mit Geschlechtsdysphorie streben manchmal eine flachere Leistengegend an, um ein feminines oder androgynes Aussehen zu erreichen.

Tucking (von engl. „to tuck“ für verstauen, falten) ist eine Technik, bei der eine Person die Vorwölbung des Penis und der Hoden im Schritt versteckt, so dass sie durch die Kleidung nicht auffällt. Diese Praxis wird am häufigsten von Trans-Frauen angewandt, aber auch von nicht-binären Menschen und von Männern, die sich als Transvestiten betätigen oder sich ein androgynes Aussehen wünschen. Es gibt Nebenwirkungen des Tuckings, wie etwa eine verringerte Spermienzahl.
Bei einer Methode wird der Penis zwischen den Beinen nach hinten gezogen, während gleichzeitig die Hoden nach oben in den Leistenkanal geschoben werden. Um diese Position zu sichern, verwenden manche besonders enge Unterwäsche oder einen Leotard mit einem Gurt. Eine andere Praxis ist das Abflachen oder Binden mit Klebeband, um die Genitalien entlang des Perineums und wenn möglich zwischen den Pobacken zu fixieren. Es gibt auch improvisierte oder selbstgemachte Vorrichtungen, bei denen ein elastischer Bund von einem vorhandenen Kleidungsstück abgeschnitten und dann ein Beutel in der Mitte platziert wird, der dann hochgezogen wird.
Manche Personen verwenden speziell angefertigte höschenähnliche Kleidungsstücke, oft Gaffs genannt, die dazu dienen, die Genitalien zu verbergen und einen flachen und glatten weiblichen Intimbereich zu schaffen. Dies ähnelt Methoden die beim Binding, einem Verfahren zum Verstecken der Brüste, verwendet werden.
Auch bei cis Männern wird die Praxis des Bindens aus anderen Gründen als dem des weiblichen Aussehens beobachtet, und zwar auf unterschiedliche Art und Weise. Manche machen dies, weil sie eine Dysmorphophobie spüren, während andere dies aus Scham tun, um eine Erektion zu verbergen, sich aus Prüderie zu desexualisieren oder weil die Ausbuchtung zu einem unpassenden Zeitpunkt hervorsteht. Zu den Tucking-Methoden gehört das Platzieren des Penis hinter dem Hosenbund, während einige Männer gezielt komprimierende Unterwäsche tragen. Variationen des Tuckings können von makrophallischen Männern angewandt werden, wenn sie ihre Ausbuchtung im Schritt als obszön empfinden.
Das entgegengesetzte Verhalten, nämlich das künstliche Erzeugen einer Wölbung in der Leistengegend, wird als Packing bezeichnet.